# 亚历山大·奥古斯特·赖德律-洛兰
亚历山大·奥古斯特·赖德律-洛兰（法語發音：[alɛksɑ̃dʁ oɡyst lədʁy ʁɔlɛ̃]；1807年2月2日—1874年12月31日）是一位法国律师、政治家，也是法國二月革命的领导人之一。法國二月革命后参加临时政府，而且參與镇压巴黎工人六月起義。